# Distrito de Shiki (Afganistán)
Shikai es uno de los 29 distritos de la Provincia de Badakhshan, Afganistán. Fue creado en 2005 con parte del Distrito de Fayzabad. Cuenta con una población de aproximadamente 26 000 personas.
- Datos: Q3918400